# القصر الصيفي
القصر الصيفي (بالصينية: 頤和園) وهو قصر واقع بين مجموعة من البُحَيرات الشاسعة والحدائق والقصور في مدينة بكين عاصمة الصين، هذا منذ بنائهِ وهو موجود على تلة وعلى بحيرة كونمنغ وهي تُغطي حوالي 3 كيلو متر مُرَبَع، هذه التلة ترتفع 60 متر عن مستوى سطح البحيرة وفوقها مجموعة من المباني، في هَذهِ المباني توجد غرف رائعة وسرداقات وخلف التل يقابلها منظر طبيعي جميل. في سنة 1998 تم تسجيل هذا الموقع في اليونسكو كواحد من مواقع التراث العالمي، هذا القصر بُنيَّ أيام حكم أسرة جين بواسطة الإمبراطور هايلنج الجيني (1122-1161م).

## معرض صور

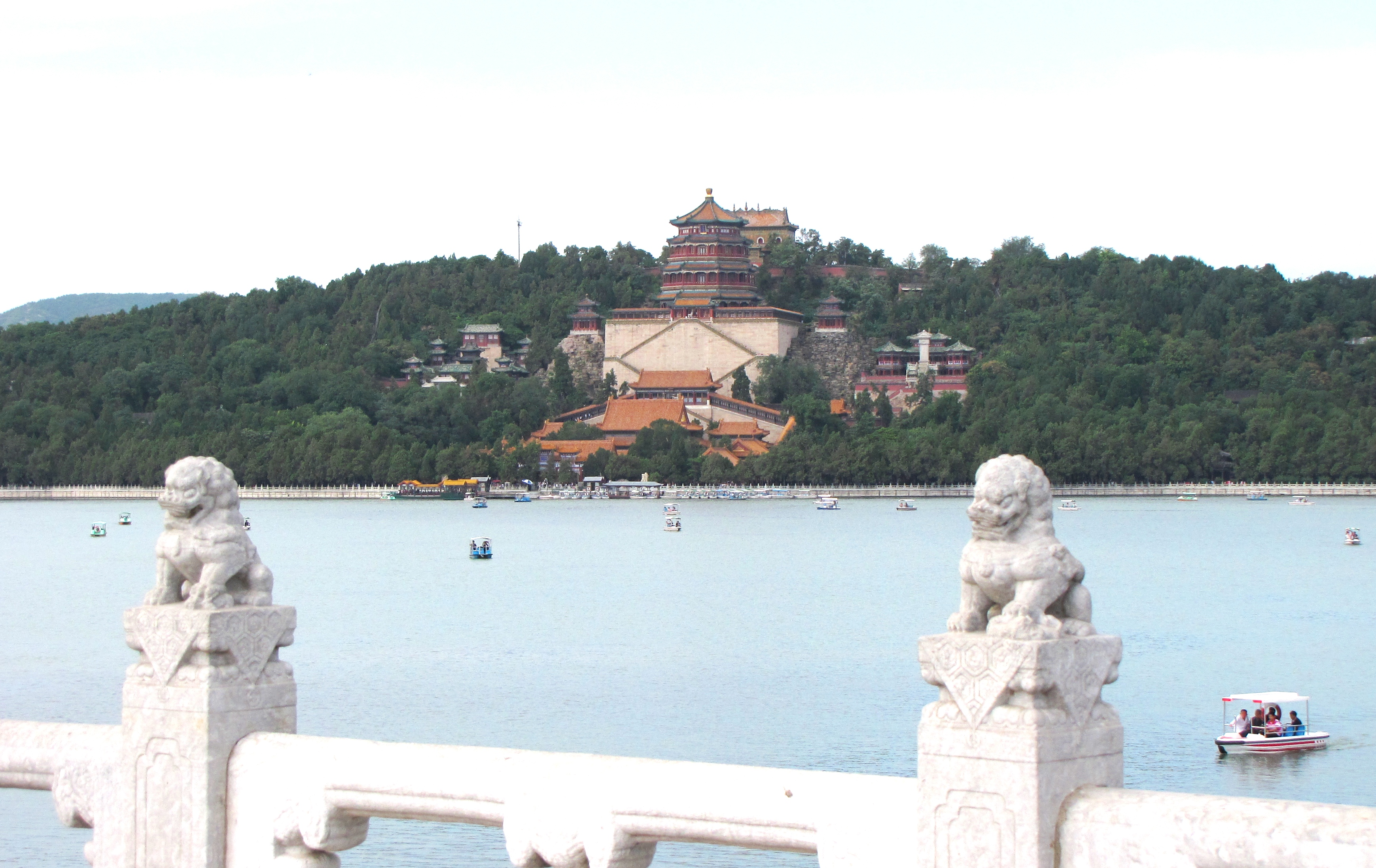
القصر الصيفي _حديقة أسطورية
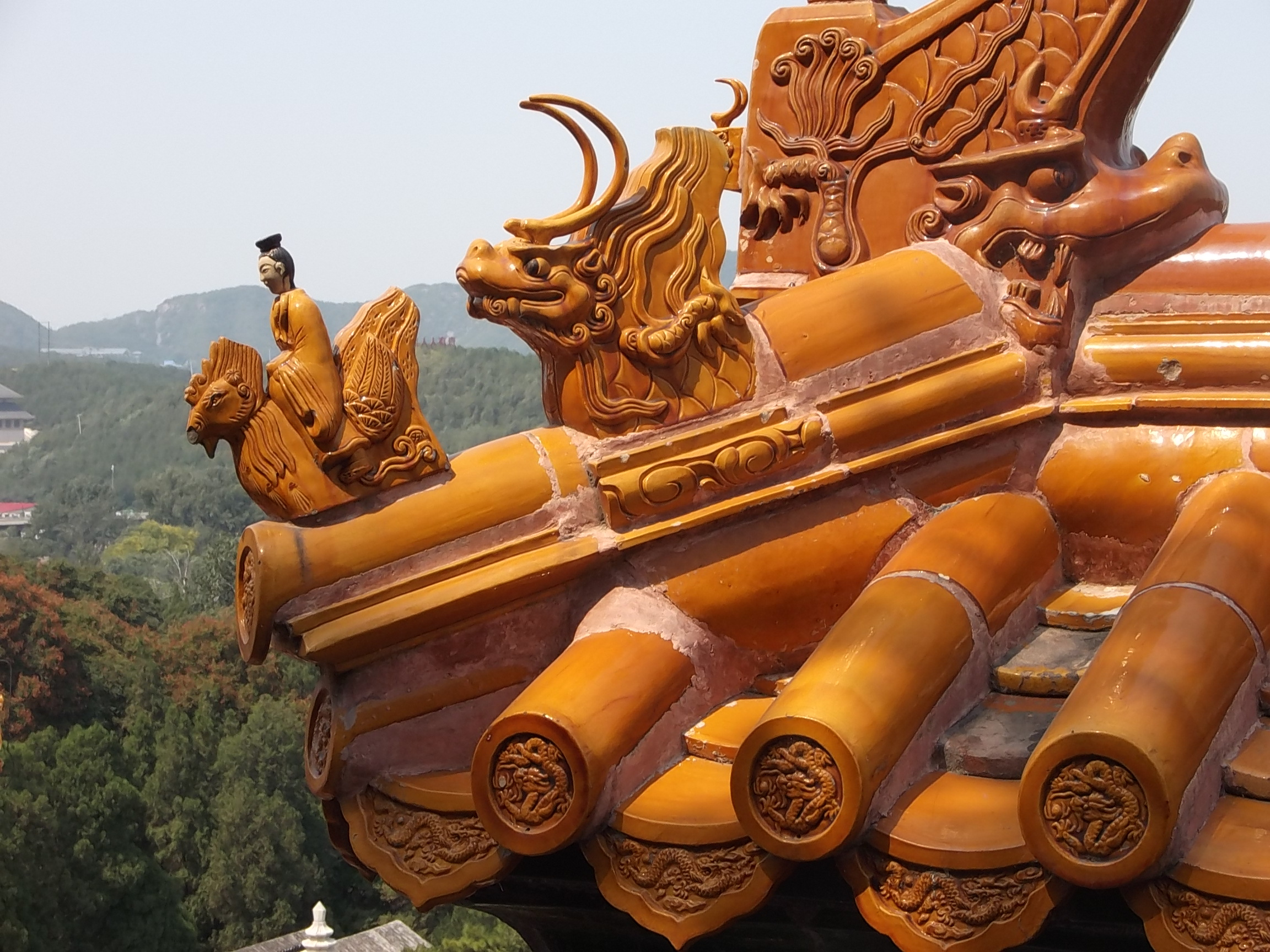
سوميرو
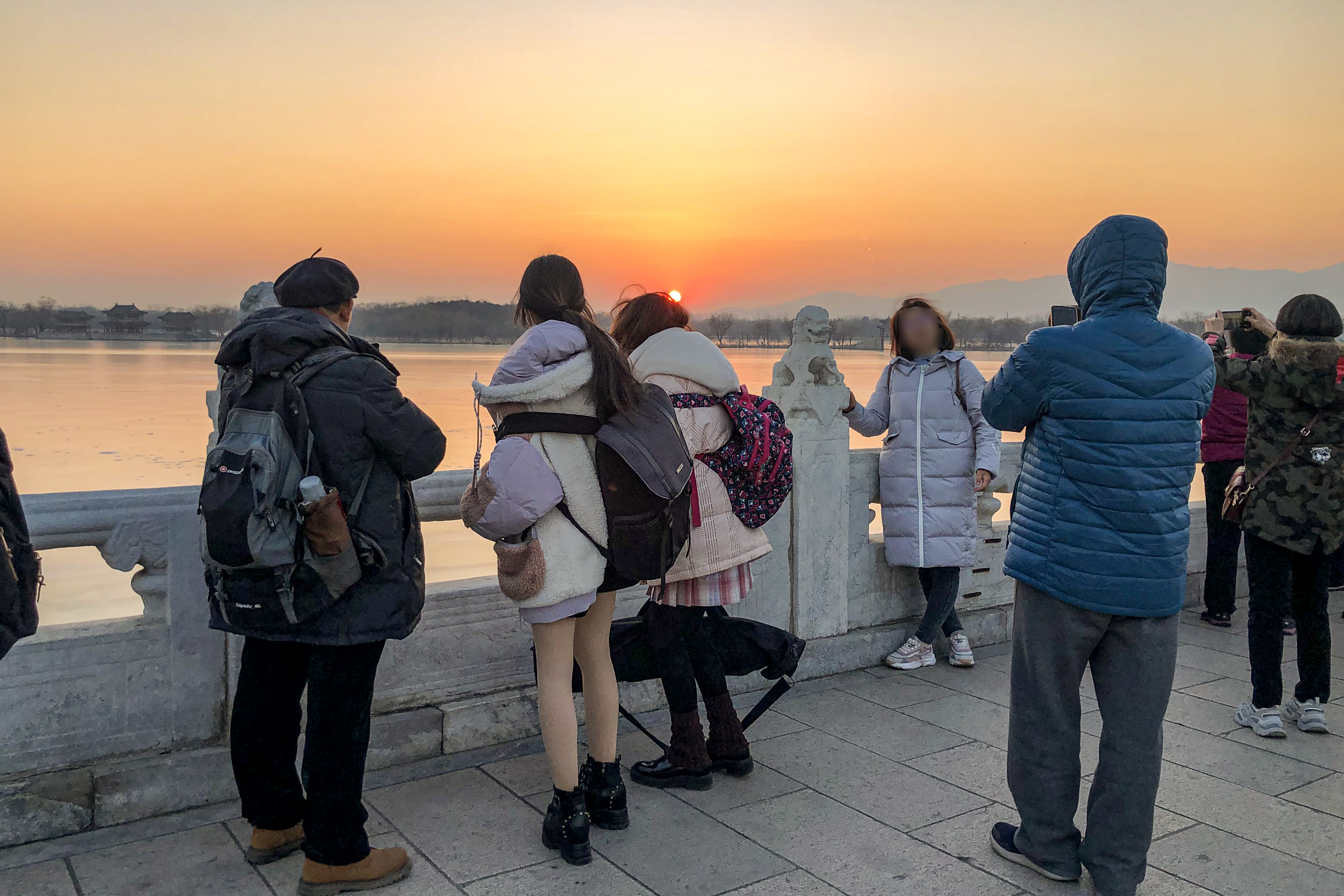
زوار يشاهدون غروب الشمس
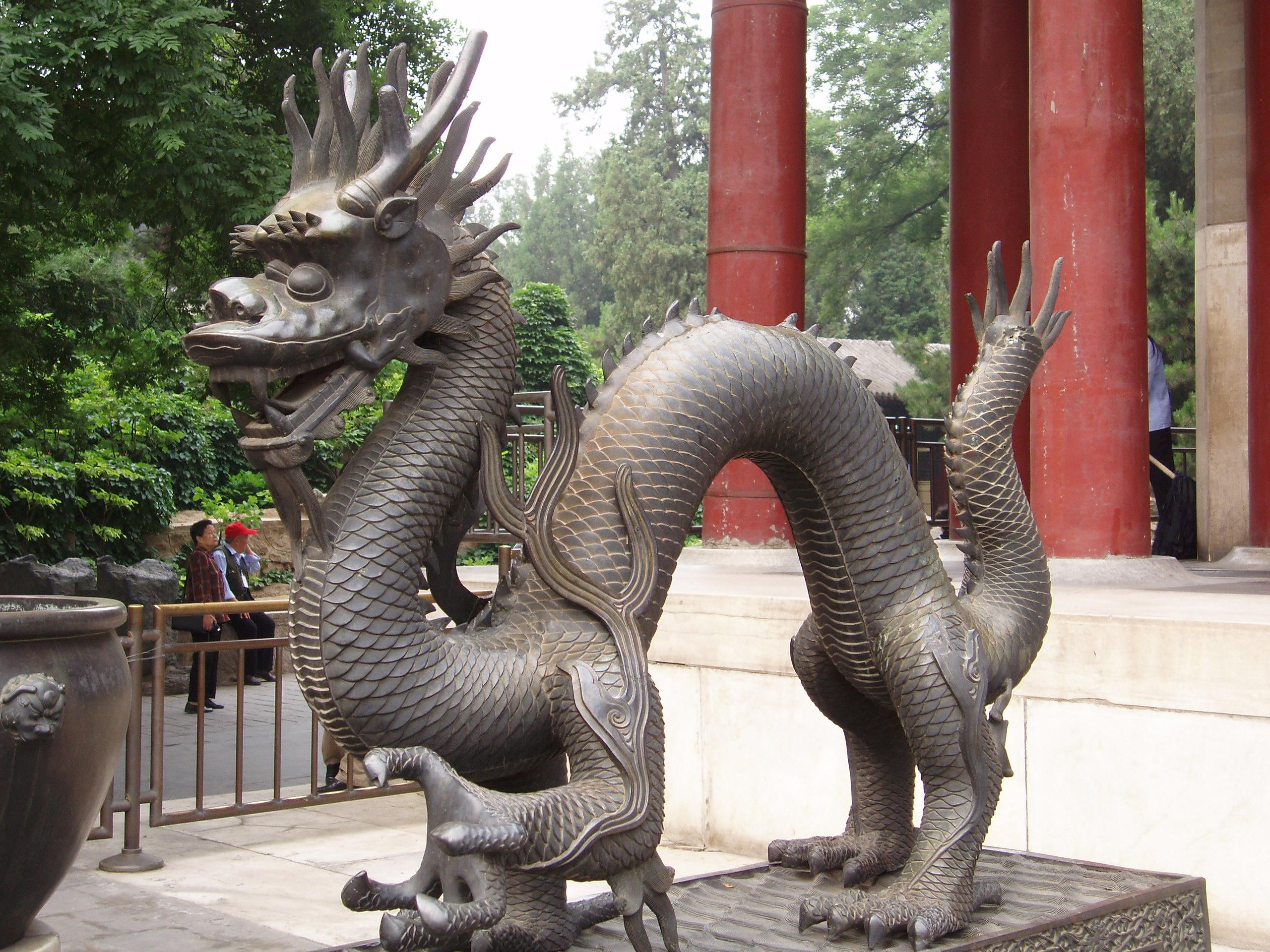
القصر الصيفي
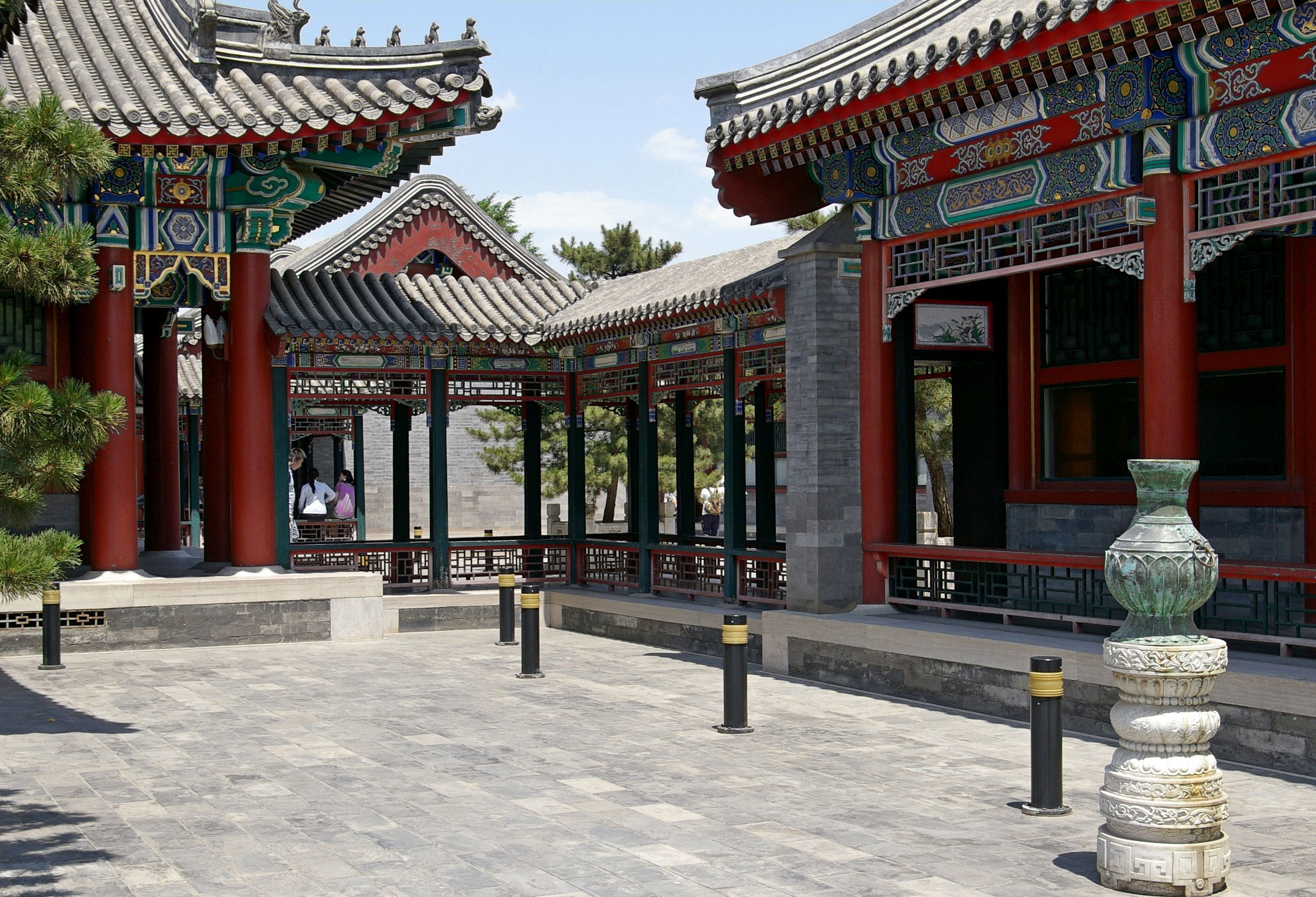
القصر الصيفي من الداخل

## أعلام
- تشن ليهوا